# Brommella sejuncta
Brommella sejuncta là một loài nhện trong chi Brommella, họ Dictynidae.
Loài này được Shuqiang Li miêu tả năm 2017. Tính từ định danh loài có nguồn gốc từ tiếng Latinh sejunctus nghĩa là "tách biệt" để nói tới các rìa thùy bên cứng hóa tách biệt của thể sinh dục cái ngoài (epigynum).

## Phân bố
Loài này được tìm thấy ở cao độ 574 m trong hang Tây An, 24°33.941′B 107°2.465′Đ / 24,565683°B 107,041083°Đ thuộc địa phận thôn Tùng Nhân (松仁, Sōngrén), trấn Phượng Thành (凤城, Fèngchéng), huyện Phượng Sơn, địa khu Hà Trì, Quảng Tây, Trung Quốc.